# Галеб (рачунар)
PEL Varaždin Galeb (Galeb или YU101) је 8-битни кућни рачунар фирме PEL Varaždin који је почео да се производи у СФРЈ (СР Хрватској) током 1981. године.

## Општи подаци
Творац рачунара Галеб био је Мирослав Коцијан. Идеју за изглед рачунара добио је према рачунарима Compukt UK 101, Ohio Scientific Superboard и Ohio Scientific Superboard 2, који су се појавили у Уједињеном Краљевству и САД 1979. године, и који су били јефтинији него Aple 2, Comodore PET, или TRS-80. Зато је Мирослав Коцијан дао радни назив Галебу према британском моделу UK101, назив YU101. Галеб је имао сличне компоненте као и UK101 и Ohio Scientific. То су микропроцесор MOS6502, Бејзик, црно-бела графика. Галебова меморија је од 9K, и могуће ју је проширити до 64Kb. Међутим Галеб је имао прикључак за проширење, и прикључак за штампач.

## Почетак производње
Галеб је први пут изложен на сајму Интербо-Интерграфика у Загребу 1981. године, док је серијска производња Галеба почела тек крајем лета 1984. Галеб је произведен у само 250 примерака, јер је појавом технолошки напреднијег и јефтинијег рачунара Орао или YU102, Галеб већ застарео. Цена Галеба 1984. године је била 90000 динара.

## Технички подаци
- Процесор MOS 6502
- ROM: 16Kb (уграђени монитор и Бејзик)
- RAM: 9 (прошириво до 64Kb)
- Тастатура:QWERTY 59 тастера
- Прикључци: ТВ излаз, прикључак за касетофон (DIN-5), РСД-232 (D-25), прикључак са проширење, тастер
- Звук: 1 канал, 5 октава
- Графика: Црно-бела 48 x 96 тачака
- Текст: 16 x 48 знакова

## Детаљни подаци
Детаљнији подаци о рачунару Galeb су дати у табели испод.
|                       |                                                |
| [ 1 ]                 |                                                |
| Произвођач            |                                                |
| Тип                   | кућни рачунар                                  |
| Меморија              | 9 до 64 KB                                     |
| Поријекло             | СФРЈ, СР Хрватска                              |
| Година                | 1981                                           |
| Тастатура             | 59 тастера, тастатура са пуним помаком тастера |
| Процесор              | 6502                                           |
| Фреквенција процесора | непознато                                      |
| RAM                   | 9 до 64 KB                                     |
| ROM                   | 16 (Monitor + BASIC преводилац)                |
| Текст                 | 48 стубова x 16 линија                         |
| Графика               | 96 x 48 пиксела                                |
| Боја                  | једна боја                                     |
| Звук                  | уграђени звучник - 1 канал, 5 октава           |
| Димензије             |                                                |
| Портови               |                                                |
| Оперативни систем     | [[]]                                           |